# Калув
Калув (пол. Kałów) — село в Польщі, у гміні Поддембиці Поддембицького повіту Лодзинського воєводства.
Населення — 162 особи (2011).
У 1975-1998 роках село належало до Серадзького воєводства.

## Демографія
Демографічна структура станом на 31 березня 2011 року:
|          | Загалом | Допрацездатний вік | Працездатний вік | Постпрацездатний вік |
| -------- | ------- | ------------------ | ---------------- | -------------------- |
| Чоловіки | 86      | 12                 | 58               | 16                   |
| Жінки    | 76      | 16                 | 40               | 20                   |
| Разом    | 162     | 28                 | 98               | 36                   |